# Fire and Ice - Fuoco e ghiaccio
Fire and Ice - Fuoco e ghiaccio (Fire and Ice) è un film statunitense a cartoni animati del 1983 diretto da Ralph Bakshi. L'animazione, basata sui personaggi creati da Bakshi e Frank Frazetta, è stata fatta usando il metodo del Rotoscope, che si basa su veri movimenti umani.

## Trama
Alla fine dell'ultima era glaciale, la regina delle tribù del Nord, Juliana, inizia una guerra per il dominio del mondo. Insieme a suo figlio Nekron, comandano i loro territori dal "Picco di Ghiaccio" e grazie alla conoscenza delle arti oscure, possono muovere interi ghiacciai. I popoli cacciati dalle loro terre scendono a sud verso la "Torre del Fuoco", comandata da re Jarol. Nekron, con i suoi poteri, sembra inarrestabile e riesce a distruggere un altro villaggio, mentre i guerrieri superstiti vengono finiti dall'esercito di Juliana, composto da sub-umani rozzi e selvaggi. Tuttavia muovere i ghiacciai richiede grandi sforzi e raggiungere la Torre del Fuoco richiederà tempo, per cui Juliana invia degli ambasciatori a re Jarol con un ultimatum.
Intanto, nel villaggio appena conquistato, un guerriero sopravvissuto di nome Larn riesce ad uccidere alcuni nemici e fugge nella giungla; inseguito dai sub-umani, riesce a stento a salvarsi. Fattasi notte, nella Torre del Fuoco Teegra, una bellissima principessa e figlia di Jarol, vorrebbe aiutare il padre quando riceverà gli ambasciatori di Nekron, ma Jarol preferisce che lei resti a studiare e Teegra obbedisce. Gli ambasciatori di Nekron pretendono resa incondizionata e sottomissione, ma Taro, anch'egli figlio di Jarol, risponde che lotteranno fino alla morte. Purtroppo la trattativa si rivela una trappola: gli sgherri di Juliana rapiscono Teegra, le grida della principessa fanno capire l'inganno a Jarol e Taro che uccidono gli ambasciatori e mandano le loro guardie sugli pterodattili a recuperarla. Taro è fiducioso che Teegra verrà portata in salvo a differenza di Jarol, che però non può andare a cercare la figlia in quanto presto Nekron assedierà la Torre de Fuoco.
Intanto Teegra trova un modo per scappare dai suoi rapitori, ma questi le sono costantemente alle calcagna e solo per poco non riescono a trovarla. Teegra continua la sua fuga attraversando un fiume e sempre con un colpo di fortuna i sub-umani non la ritrovano. Quando il loro capo fa rapporto alla regina, Juliana si adira e lo uccide, ordinando agli altri di riprendere Teegra immediatamente.
Larn viene salvato da un misterioso guerriero da un branco di lupi senza però vederlo. Alla fine incontra Teegra, affamata e spaventata, ma dopo iniziali diffidenze i due cominciano ad avvicinarsi. Fattosi giorno Teegra decide di tornare dal suo popolo e Larn scherzando e giocando, fa cadere entrambi in un lago, ma proprio qui spunta una piovra gigante che li attacca: Teegra fugge sulla riva, mentre Larn riesce viene scaraventato lontano, dove il misterioso guerriero lo trova e lo cura. Larn ripresosi, fa conoscenza di Darkwolf, il quale è intenzionato ad uccidere Nekron. I due tornano al lago per trovare Teegra, ma Darkwolf nota dalle tracce che i sub-umani l'hanno catturata e portata via, intanto questi si assicurano che Teegra non scappi incatenandola ad uno di loro.
Scesa la sera, Larn e Darkwolf si preparano a liberare Teegra approfittando della nebbia: Darkwolf attacca le sentinelle per attirarsi la maggior parte dei sub-umani, mentre Larn si avvicina di soppiatto ai carcerieri della ragazza. Larn non trova Teegra poiché ha ucciso la sua guardia ed è fuggita in un'altra direzione, trascinandosi il cadavere ancora incatenato a lei. A questo punto Larn si riunisce con Darkwolf, per poi fuggire mentre i sub-umani li inseguono. Intanto re Jarol, ormai perse le speranze di ritrovare Teegra, decide di inviare Taro a negoziare la resa e questi seppur a malincuore parte.
Teegra nel frattempo viene presa da quello che sembra un sub-umano di grandi dimensioni che la porta da sua madre Roliel, la quale si mostra ospitale e gentile. In realtà è una strega e dopo aver drogato la ragazza, usa le sue arti magiche per scoprire che è stata rapita dagli sgherri di Nekron. Decide pertanto di sfruttare la cosa a suo vantaggio e quindi manda suo figlio dai sub-umani per patteggiare, ma questi li uccidono entrambi, si riprendono Teegra e danno la casa dove si trovavano alle fiamme. Larn, separatosi da Darkwolf, trova le macerie della casa di Roleil: qui lo spirito della strega, in cambio che Larn la vendichi, dice al giovane che i sub-umani porteranno Teegra a Katar, una città portuale, e da lì al Picco di Ghiaccio navigando. Larn giunge troppo tardi per impedire che la nave con Juliana e Teegra a bordo salpi, ma riesce a imbarcarsi clandestinamente sulla nave di Taro, che si recava da Nekron in missione diplomatica.
Al Picco di Ghiaccio Juliana mostra Teegra a Nekron come futura sposa e madre dei suoi eredi, ma questi afferma di non aver bisogno di nessuno: nemmeno la gentile richiesta di pace di Teegra scioglie il suo cuore, ma anzi lo diverte e Teegra pertanto, viene buttata in una fossa per i morti. Poco dopo giungono a palazzo anche Taro e Larn, il primo si fa ricevere da Nekron, mentre il secondo si introduce di nascosto. Taro chiede la pace e di rilasciare Teegra, ma Nekron parlandone sprezzante provoca Taro ad aggredirlo. Nekron usa la magia per costringere Taro e la sua scorta ad uccidersi tra loro, dopodiché fa gettare i cadaveri nella fossa dove si trova Teegra: la principessa, quindi, rivede con orrore suo fratello morto.
Intanto Larn tenta di uccidere Nekron, ma questi se ne accorge e trovandolo interessante lo sfida a duello, non senza barare con la magia: malgrado ciò Larn riesce a ferire, seppur lievemente, Nekron e questi divertito lo fa imprigionare. Teegra, riuscita ad evadere, comunica a Larn ancora rinchiuso, che vuole a sua volta di uccidere Nekron, ma viene di nuovo catturata dai sub-umani. Larn, evaso a sua volta, è costretto a fuggire dal Picco di Ghiaccio, inseguito dagli sgherri di Nekron, finché viene salvato di nuovo da Darkwolf.
I due comunicano a Jarol che Taro è morto, che Teegra è ancora viva e che ormai bisogna fermare Nekron ad ogni costo. Darkwolf chiede a Jarol tutti gli pterodattili disponibili per un attacco diretto a Nekron al fine di ucciderlo. Jarol afferma che ne sono rimasti pochi e che, se i ghiacciai avanzassero ancora, egli dovrà ridestare i vulcani uccidendo tutti coloro che si trovano al Picco di Ghiaccio: sia Darkwolf che Larn sono pronti a correre il rischio. Lo stormo di pterodattili viene bersagliato dai sub-umani e solo Larn e Darkwolf riescono a sopravvivere. Darkwolf raggiunge Nekron e ingaggia lo scontro: questa volta i poteri di Nekron, non possono nulla contro la forza di volontà di Darkwolf, il quale riesce ad uccidere il tiranno, sotto le urla di sua madre Juliana.
Jarol udendo le urla e osservando da lontano i ghiacciai che avanzano, libera i fiumi di lava che distruggono tutto ciò che trovano, compreso il Picco di Ghiaccio, Juliana e i sub-umani. Larn e Teegra fuggono sull'ultimo pterodattilo ancora in vita, riuscendo ancora una volta a sfuggire alla morte. Sulla riva, i due notano Darkwolf, anch'egli sopravvissuto che li guarda sorridendo per poi scomparire. Larn vede un sub-umano sopravvissuto e si appresta a ucciderlo, ma Teegra lo ferma dicendogli che ormai è finita. Il film si conclude con i due giovani, ormai innamorati, che si baciano davanti alla Torre del Fuoco.